# Michael Kirchmann
Michael Kirchmann (* 19. August 1914 in Oberstaufen; † 15. November 1942 bei Wolchow) war ein deutscher Skilangläufer.

## Leben
Michael Kirchmann wurde in Oberstaufen geboren und gehörte dem SC Oberstaufen an.
Er konnte sich gemeinsam mit den Vereinskollegen Fidel Wagner und Johann Hieble für die Olympischen Winterspiele 1936 qualifizieren. Er bestritt zusammen mit Herbert Leupold, Hermann Lochbühler und Johann Hieble den Demonstrationsbewerb Militärpatrouille, bei dem die deutsche Mannschaft den fünften Platz erzielte.
Am 15. November 1942 starb er bei der Belagerung von Leningrad.